# 제이슨 화이트 (음악가)
제이슨 화이트(Jason White 1973년 11월 11일 ~ )는 미국의 기타리스트로, 펑크 록 밴드 그린 데이의 멤버이며, 투어 기타리스트로 코러스도 담당한다.